# La Manxa del Xúquer- Centre
La Mancha del Júcar-Centro és una mancomunitat del nord - nord-oest de la província d'Albacete (Espanya), que sol considerar-se una comarca unida en els actuals catàlegs de turisme, procedent de la fusió socioeconòmica de les antigues mancomunitats de La Manxa-Centre d'Albacete i La Manxa del Xúquer. Aquestes mancomunitats comprenien les següents localitats: 
- Per part de la Manxa-Centre: Minaya i Villarrobledo.

- Per part de la Manxa del Xúquer: Barrax, Fuensanta, La Gineta, Montalvos, La Roda, Tarazona de la Mancha i Villalgordo del Júcar.

La seu de la mancomunitat és a Montalvos.

## Geografia
Aquesta mancomunitat és tota manxega, encara que en les seves diferents tipologies: Mentre l'oest i el centre podrien enquadrar-se en la més pura Manxa, o Manxa Alta; l'est, particularment els municipis de Villalgordo del Júcar i Tarazona de la Mancha, podrien enquadrar-se més dintre de La Manchuela. Per altra banda, La Gineta també podria incloure's dintre de la Mancha de Montearagón. Limita al nord amb La Mancha de Cuenca i la Manchuela Conquense; a l'est, limita amb La Manchuela albaceteña; al sud, amb els Llanos de Albacete i la Sierra de Alcaraz y Campo de Montiel; i a l'oest, amb la Mancha de Criptana.

## Cultura
Dues de les expressions més notables del Carnaval en tota Castella-la Manxa, que enfonsen les seves arrels en el segle xvi, es donen a Tarazona de la Mancha i Villarrobledo. Així mateix, en La Roda, s'està treballant per recuperar un Carnaval gairebé tan antic i amb tanta tradició com la dels dos esmenats.